# Ошарская улица (Нижний Новгород)
Оша́рская у́лица — улица в Нижегородском и Советском районах Нижнего Новгорода. Проходит от Чёрного пруда до улицы Гужевой.

## Название
Своё имя улица переняла от загородного кабака «Ошара», который находился близ улицы с XVIII века до 1899 года. Историк Николай Храмцовский писал, что в этом кабаке «артисты своего складу ошаривали карманы подгулявших».
По другой версии, во времена, когда Нижний Новгород был крепостью, на этом месте была дорога в Казань, на которой обворовывали купцов. За это дорогу в народе называли «Ошара».

## История
Улица была спроектирована в 1799 году землемером Ф. Н. Белокопытовым для отсечения отлегавших от Осыпи кварталов между Варварской и Алексеевской улиц. Ранее на месте улицы Ошарской находился Ковалихинский овраг, который был засыпан.
На месте пересечения Ошарской и Вознесенской (ныне — Октябрьская) улиц была спроектирована площадь, но из-за того, что рядом уже была площадь у Варварской церкви, от идеи были вынуждены отказаться в ходе градостроительных изменений в 1834—1839 годах. В это же время Ошарскую продолжили за окраинную Полевую улицу, за единоверческое и Всесвятское кладбища.
В дореволюционный времена на улице Ошарской было много увеселительных заведений разных типов. В одно красное кирпичное здание приезжали отдохнуть даже губернаторы. Здание поддерживало свой статус и содержалось в идеальной чистоте. Недалеко от кабаков находилось двухэтажное здание с трактиром на первом этаже и номерами на втором. В угловом зале, окна которого выходили на Ошарскую, имелась сцена. На этой сцене выступали певички, завлекавшие клиентов в трактир. Позже этот зал стал квартирой, но многократно менявшиеся жильцы не ломали сцену.

## Достопримечательности
Список объектов культурного наследия регионального значения, находящихся на улице Ошарской:
- Дом А. Г. Булычёвой (№ 1)
- Дом П. Петровой (№ 5)
- Здание городского приюта имени Сухаревых (№ 11)
- Дом Мусина (№ 36)
- Дом И. С. Кварталова (№ 36а)